# Соргоно
Со̀ргоно (на италиански: Sorgono и на сардински: Sorgono) е село и община в Южна Италия, провинция Нуоро, автономен регион и остров Сардиния. Разположено е на 700 m надморска височина. Населението на общината е 1761 души (към 2010 г.).